# Кипарисови
Кипарисови (Cupressaceae) е семейство иглолистни растения, разпространени в целия свят. То включва между 27 и 30 рода, 17 от които са монотипични, с около 130-140 вида.
Към семейство Кипарисови се причисляват най-обемното, най-високото, най-дебелото и второто по възраст отделни дървета в света, съответно:
- гигантска секвоя (Sequoiadendron giganteum) – 1486,9 m³ обем на ствола
- вечнозелена секвоя (Sequoia sempervirens) – 115,55 m височина
- Taxodium mucronatum – 11,42 m диаметър на стъблото
- Fitzroya sp. – 3622 години

## Класификация
Днес преобладава мнението, че семейство Кипарисови включва таксодиевите (Taxodiaceae), в миналото разглеждани като самостоятелно семейство. Генетичните изследвания показват, че те не се отличават значително от останалите кипарисови, с изключение на род Sciadopitys, който в съвременните класификации образува самостоятелно семейство.
Семейство Кипарисови се разделя на седем подсемейства въз основа на генетичен и морфологичен анализ:
- Подсемейство Athrotaxidoideae
  - Род Athrotaxis
- Подсемейство Callitroideae
  - Род Actinostrobus
  - Род Austrocedrus
  - Род Callitris
  - Род Diselma
  - Род Fitzroya
  - Род Libocedrus
  - Род Neocallitropsis
  - Род Papuacedrus (понякога причисляван към Libocedrus)
  - Род Pilgerodendron (понякога причисляван към Libocedrus)
  - Род Widdringtonia
- Подсемейство Cunninghamioideae
  - Род Cunninghamia
- Подсемейство Cupressoideae
  - Род Callitropsis (понякога причисляван към Cupressus)
  - Род Calocedrus
  - Род Chamaecyparis
  - Род Cupressus – кипарис
  - Род Fokienia
  - Род Juniperus – хвойна
  - Род Microbiota
  - Род Platycladus – източна туя
  - Род Tetraclinis
  - Род Thuja – туя
  - Род Thujopsis
- Подсемейство Sequoioideae
  - Род Metasequoia
  - Род Sequoia – вечнозелена секвоя
  - Род Sequoiadendron – гигантска секвоя
- Подсемейство Taiwanioideae
  - Род Taiwania
- Подсемейство Taxodioideae
  - Род Cryptomeria
  - Род Glyptostrobus – воден смърч
  - Род Taxodium